# Astragalus bachmarensis
Astragalus bachmarensis är en ärtväxtart som beskrevs av Aleksandr Alfonsovitj Grossgejm. Astragalus bachmarensis ingår i släktet vedlar, och familjen ärtväxter. Inga underarter finns listade i Catalogue of Life.